# Busted (группа)
Busted — британская группа, играющая в жанре поп-рок, синт-поп в состав которой входят Джеймс Борн, Мэтт Уиллис и Чарли Симпсон. Busted распалась в январе 2005 после того, как Симпсон решил покинуть группу, ради своего нового проекта Fightstar.В 2015 году группа воссоединилась, записав новый альбом Night Driver. В данный момент продолжает музыкальную деятельность. За время существования они выпустили три студийных альбома, сборник и альбом с живым выступлением. Они также дважды побеждали в Brit Awards и выиграли Record of the Year в 2004 году с синглом «Thunderbirds Are Go».

## История

### The Termites, Buster и Busted
Изначально группа называлась The Termites и состояла из Джеймса Борна (гитара и вокал), Мэтта Уиллиса (ударные и вокал), Оуэна Дойла (бас и вокал) и Кая Фитзжеральда (гитара и вокал). В марте 2000 квартет подписал контракт с Prestige management и сменили название на Buster, в честь собаки их друга. Во время одного из появлений группы на телевидении (select MTV) сестра Фитзжеральда Нили позвонила в студию и нарекла группу брата Busted, объясняя что они вот-вот подпишут контракт со звукозаписывающей компанией. Это название так за ними и закрепилось. Под ним был создан веб-сайт www.bustedmusic.com также написано и записано то, что потом войдет в дебютный альбом Busted. Однако уже в октябре Фитзжеральд и Дойл объявили о том, что покидают группу.
Уиллис и Борн вскоре пригласили Тома Флэтчера в качестве ведущего гитариста и вокалиста, но позже он был заменен Чарли Симпсоном. Однако Флэтчер продолжил карьеру в других проектах. Это привело его к созданию собственной группы McFly, для которой он сам пишет песни, и которую Busted пригласили в свой тур по Великобритании в начале 2004. Флэтчер также является соавтором нескольких песен вместе с Джеймсом Борном, которые вошли в оба альбома Busted.
Уже вместе с Симпсоном они стали искать сотрудничество со звукозаписывающими компаниями под конец 2001 года, тогда же судья Pop Idol Саймон Ковелл предложил им контракт с его лейблом Syco Syco, который они отвергли. В конце концов в начале 2002 года они подписали контракт с Universal Island и утвердили Дома Кимберли (DY8) в качестве ударника, хотя позже им часто пришлось ставить на его место непостоянных барабанщиков в его отсутствие.

### Busted
Группа стартовала в августе 2002, впервые появившись на обложке журнала Smash Hits, будучи первой поп-группой, которая появилась на обложке журнала до выхода своего первого сингла. Их дебютный сингл «What I Go to School For» был окончательно представлен в сентябре 2002 и сразу занял 3 позицию в британских чартах. Затем был выпущен их дебютный альбом, который в основном позиционировался только в британских чартах Топ 30, получая разнообразные отзывы критиков. Следующий сингл «Year 3000» который был написан Борном под впечатлением от фильма Назад в будущее вышел в январе 2003 и занял второе место в британских чартах. В апреле того же года их третий сингл «You Said No» наконец-таки достиг первого места. Guinness Hit Singles обозначили их как первую группу, чьи первые три сингла вошли в топовую тройку подряд.
Запись второго альбома сопровождалась ре-релизом дебютного альбома, который дополнился новыми треками и расширенным CD изданием. К концу года в продажу должно было поступить 1.2 миллиона копий. Последний сингл дебютного альбома, «Sleeping with the Light On», в августе 2003 добрался лишь до третьего места в чартах, не сумев обойти песню Breathe от Blu Cantrell.

### A Present for Everyone
Группа начала осень 2003 года с победы в номинации Favourite Newcomer в National Music Awards. После этого группа запустила рекламный ролик своего нового альбома A Present for Everyone и его ведущего сингла «Crashed the Wedding», который вскоре добрался до первого места в британском чарте. Этот альбом разошёлся более чем миллионом копий. Группа завершила 2003 год номинацией Grammy Award for Record of the Year за сингл «Year 3000», а также объявлением маршрута февральского тура в следующем году.
2004 год фактически являлся последним их годом вместе в качестве группы. Они совершили удачный тур в начале года, прежде чем их синглы «Who's David?» и «Air Hostess» заняли первое и третье место в чарте соответственно. Группа получила премию BRIT Awards в номинации Лучший Британский Прорыв года.
Busted были приглашены в США на запись песни Thunderbirds Are Go для саундтрека к фильму «Предвестники бури (Thunderbirds)», основанному на одноимённом британском сериале, по мотивам которого, по сути, и была написана песня.
Песня 3 a.m. в августе 2004 в четвёртый и последний раз заняла первое место в чарте и продержалась там целых две недели и позволила группе выиграть «Grammy Award for Record of the Year» в декабре того же года..

#### Благотворительность
В конце 2004 года Busted приняли участие в записи сингла супергруппы Band Aid 20 «Do They Know It's Christmas?». Вырученные деньги пошли на помощь в борьбе с ВИЧ и СПИДом по всей Африке.

### Раскол
Провождение Симпсоном больше времени с Fightstar, по сообщениям, стали вызывать напряжение внутри группы. 24 декабря 2004 года Симпсон сообщил менеджеру Busted по телефону, что он намерен покинуть группу, чтобы больше сфокусироваться на Fightstar. 13 января 2005 года звукозаписывающая компания, которая сотрудничала с Busted, назначила пресс-конференцию в Отеле Сохо в Лондоне на следующий день. 14 января было объявлено о распаде группы.

### Сольные карьеры

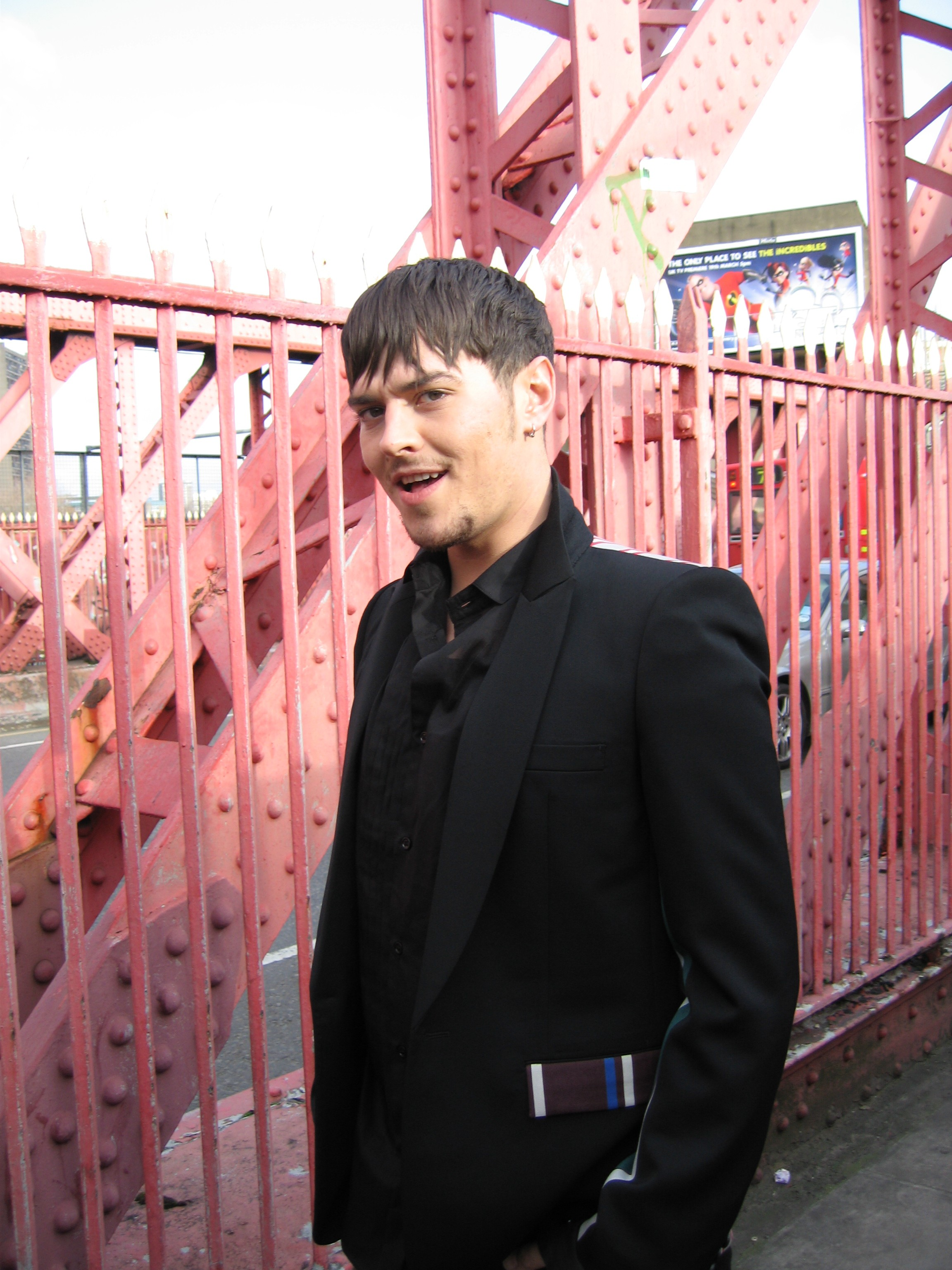
Мэтт Уиллис продолжил короткую сольную карьеру после распада группы.

После ухода из Busted Симпсон стал участником группы Fightstar, играющей в жанре пост-хардкор, что значительно отличается от того, в каком стиле играли Busted. В настоящее время Симпсон подумывает о сольной карьере, после того как Fightstar объявили о перерыве в деятельности.
Борн продолжил музыкальную карьеру, создав поп-панк-группу Son of Dork,, однако сейчас он занят сольной карьерой под псевдонимом Future Boy после распада Son of Dork в 2008 году. Борн также написал несколько песен таким артистам, как Melanie C, группе McFly, JC Chasez, Patrick Monahan, and the Jonas Brothers.
Реабелитировавшись после раскола Busted, Мэтт Уиллис начал сольную карьеру, выпустив несколько синглов в 2005 и 2006 годах, таких как «Up All Night», «Hey Kid», «Don’t Let It Go to Waste», и «Crash» для фильма Мистер Бин на отдыхе . На страничке MySpace, Уиллис объявил о том, что работает над новой группой, пока ещё без названия. Пост датируется 2009 годом.

### Судебное разбирательство
В начале 2008 года Уиллису, Борну и экс-менеджеру Busted Ричарду Рашману был предъявлен иск на 10 миллионов фунтов от бывших участников группы Кая Фитзжеральда (Макфэила) и Оуэна Дойла. Они утверждали, что написали три хитовых синглов группы «What I Go to School For», «Sleeping with the Light On» и «Year 3000», которые вошли в топы британских чартов и что их вынудили отказаться от авторских прав от нескольких песен и они не получали за них никаких авторских гонораров. Но 6 июня, после пятнадцатидневного слушания, было объявлено что Дойл и Макфэил (Фитзжеральд) проиграли дело.

### Слухи о воссоединении
В 2010 году некоторые источники предположили, что Busted за 1 миллион фунтов согласны вновь объединиться для того, чтобы дать тур и, возможно, записать новый альбом. Однако, Чарли Симпсон резко опроверг слухи в свою очередь. Он пожелал успехов Мэтту и Джеймсу в любых их будущих проектах, но достаточно четко дал понять, что ни коим образом не заинтересован в подобных мероприятиях ни сейчас, ни в будущем.

### 2013—2015: McBusted
С 19 по 22 сентября 2013 года Мэтт и Джеймс внезапно создали повод для слухов о воссоединении, выступив совместно с проектом McFly в качестве приглашенных гостей во время десятого, юбилейного для группы тура. Совместно были сыграны песни «Year 3000», «Air Hostess» и песня McFly «Shine a Light». В шутку проект был назван McBusted. Обе группы (Busted и McFly) подтвердили готовность отправится в совместный тур в 2014 году. В своем Twitter Чарли написал, что несмотря на то, что он не собирается участвовать в туре в 2014 году, он желает ребятам удачи в будущем. Внезапно ставший официальным проектом, McBusted объявляет о выпуске дебютного одноимённого альбома 1 декабря 2014 года. Сразу после выпуска группа отправилась в тур по Англии McBusted’s Most Excellent Adventure Tour в его поддержку .

### 2015—2016: Возвращение Симпсона, тур, и новый альбомNight Driver
5 октября 2015 года таблоид The Sun пустил слух, будто Симпсон собирается вернуться в Busted. Сразу за этим, интернет облетело фото, с силуэтами всего стартового состава Busted на красном фоне. Надпись снизу фотографии была замазана, однако чуть выше было написано о том, что 10 ноября 2015 года группа планирует сделать некое «особенное объявление». 10 ноября 2015 года Busted анонсировали тур по Англии и Ирландии в честь 13-летия группы в мае 2016. На этой же пресс-конференции группа объявила о начале создания третьего студийного альбома. В первый час после начала продаж было продано 100 000 билетов. В связи с огромным спросом в тур было добавлено несколько новых дат.
Комментируя свое решение вернуться в группу, Чарли в интервью Newsbeat сказал: «Я помню, я говорил что не вернусь [очень много раз], и каждый раз я был уверен, что так и будет. Но как я и сказал, в связи с изменившимися обстоятельствами я изменил свое решение. Я никогда не думал, что мы снова соберемся в студии и будем писать музыку»
В начале 2016 года Busted записали свой третий альбом на студии в Лос-Анджелесе. 17 марта 2016 в своем Twitter Джеймс Борн написал фанату, что группа выберет дату для релиза альбома в тот же день. Также, группа заявила, что это воссоединение носит долгосрочный характер; Борн в интервью Digital Spy сказал «Мы бы хотели продолжать. Все что мы пишем сейчас становится материалом для четвёртого альбома.» 4 апреля 2016 года группа сообщила, что предстоящий тур будет носить название Pigs Can Fly Tour 2016, и что в нём в качестве специальных гостей примут участие Wheatus и Эмма Блэкери. Мэтт Уиллис в интервью Newsbeat сказал: « Название тура „Свиньи могут летать“ отражает наше ощущение на данный момент. Было время, когда мы не могли и представить, что группа Busted снова соберется, и мы были бы правы. Однако возможно всё, что и отражено в названии .» В последующем интервью Digital Sun группа сообщила, что фанаты смогут услышать новое звучание ещё до начала тура, что одиннадцатый сингл будет выпущен летом, и что осенью за ним последует и новый альбом.
25 апреля 2016 года было официально объявлено о том, что южноафриканский барабанщик Кобус Подгитер, весьма популярный на YouTube выступит в качестве приглашенного барабанщика во время тура. 3 мая Busted выпустили сингл «Coming Home», первую песню за 12 лет. Трек стал доступен для бесплатного скачивания на официальном сайте группы. Во время тура «Pigs Can Fly» группа представила две новых песни «Easy» и «One of a Kind» с предстоящего альбома. В очередном интервью The Sun, группа сообщила, что подписала контракт со студией Easy West Records. Мэтт Уиллис сказал в интервью Дэну Вуттону: «Мы прекрасно провели время во время нашего тура, и теперь ждем не дождемся, когда сможем выпускать новую музыку в сотрудничестве с Easy West».
14 июля 2016 года, Busted сообщили, что добавили «последние штрихи» для нового альбома.
9 сентября 2016 года группа объявила, что третий альбом будет носить название Night Driver.

### 2017-н.в.: Четвёртый альбом
В июне 2017 года Busted прилетели в Лос-Анджелес, чтобы провести первое после воссоединения шоу на территории США и начать записывать запланированный четвёртый альбом.

## Участники
Основной состав
- Matt Willis — вокал, бас-гитара (ранее — ударные) (2000-05, 2015-н.в.)
- James Bourne — вокал, гитара (2000-05, 2015-н.в.)
- Charlie Simpson — вокал, гитара, клавишные, пианино, гармоника, ударные (2001-05, 2015-н.в.)

Бывшие участники
- Mark Dillon: вокал (2000)
- Owen Doyle: бас, вокал (2000)
- Ki McPhail: гитара, вокал (2000)
- Tom Fletcher: гитара, вокал (2001)

## Дискография
- 2002: Busted
- 2003: A Present for Everyone
- 2004: Busted
- 2016: Night Driver

### Международные альбомы
- 2019: Half Way There

### Live альбомы
- 2004: A Ticket for Everyone: Busted Live